# غيتانيون (زاكينثوس)
غيتانيون (Γαϊτάνιον) هي مدينة في زاكينثوس في مقاطعة كينتريكي إلادا في اليونان.
يبلغ عدد سكانها حوالي 1615 نسمة.